# Ixia polystachya
Ixia polystachya is een soort uit de lissenfamilie (Iridaceae). Het is een overblijvend bolgewas met lange bloemstelen, waarop violet, paars of witkleurige bloemen groeien met een donkerkleurig hart.
De soort komt voor in de Zuid-Afrikaanse Kaapprovincie. Hij wordt aangetroffen in een gebied tussen de vallei van de Olifantsrivier tot op het Kaapse Schiereiland en de stad Caledon. De soort groeit op lagere graniethellingen en vlaktes in begroeiingstypes als fynbos en renosterveld.